# Brachycaudus rociadae
Brachycaudus rociadae är en insektsart som först beskrevs av Cockerell, T.D.A. 1903.  Brachycaudus rociadae ingår i släktet Brachycaudus och familjen långrörsbladlöss. Inga underarter finns listade i Catalogue of Life.